# Mitología comparada

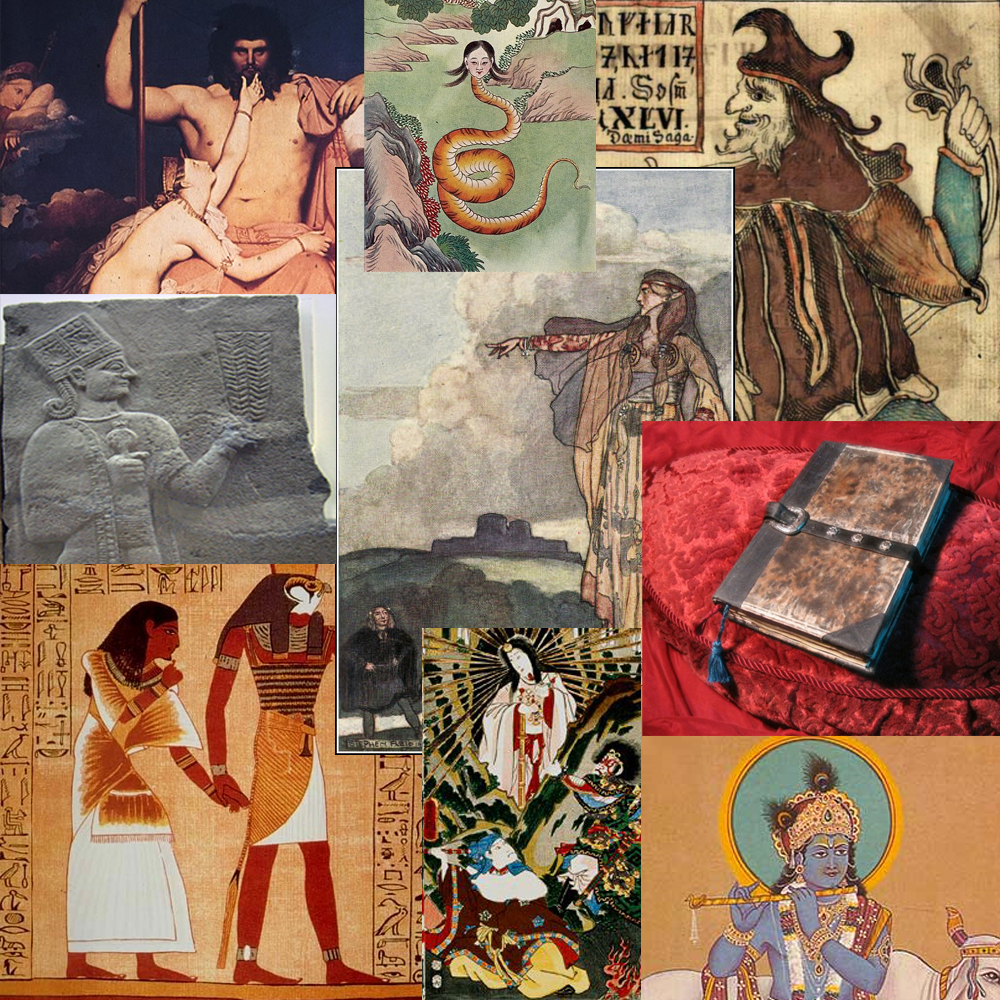
Diversos mitos.

La mitología comparada es el estudio comparativo de mitos procedentes de culturas diferentes, en un intento por identificar temas y características comunes. La mitología comparada se ha usado con diversos fines académicos. Por ejemplo, los investigadores han usado las relaciones entre mitos diferentes para seguir el desarrollo de las religiones y culturas, para proponer orígenes comunes a los mitos de culturas diferentes y para sustentar diversas teorías psicológicas.

## Comparativismo frente a particularismo
El antropólogo C. Scott Littleton define la mitología comparada como «la comparación sistemática de mitos y temas míticos tomados de una amplia variedad de culturas». Al comparar mitologías de diferentes culturas, los investigadores intentan identificar las similitudes subyacentes y reconstruir una «protomitología» de las que se habrían desarrollado esas mitologías. Hasta cierto punto, todas las teorías sobre la mitología siguen un enfoque comparativo: como señala el investigador de la religión Robert Segal, «por definición, todos los teóricos [de los mitos] buscan similitudes entre mitos». Sin embargo, los investigadores de la mitología pueden dividirse toscamente en particularistas, que enfatizan las diferencias entre mitos, y comparativistas, que enfatizan las similitudes. Los particularistas tienden a «mantener que las similitudes descifradas por los comparativistas son vagas y superficiales».
Los enfoques comparativos de la mitología tuvieron gran popularidad entre los investigadores de los siglos XVIII y XIX. Muchos de ellos creyeron que todos los mitos mostraban signos de haber evolucionado a partir de un único mito o tema mítico. Por ejemplo, el filólogo del siglo XIX Max Müller lideró una escuela de pensamiento que interpretaba casi todos los mitos como descripciones poéticas del comportamiento del sol. Según estas teorías, tales descripciones poéticas habían sido distorsionadas con el tiempo hasta historias aparentemente diversas sobre dioses y héroes. Sin embargo, los investigadores modernos tienden más hacia el particularismo, sospechando de sentencias absolutas sobre los mitos. Una excepción a esta tendencia es la teoría del «monomito» de Joseph Campbell, que se discute más adelante.

## Enfoques de la mitología comparada
Los mitólogos comparativos proceden de diversos campos, incluyendo el folclore, la antropología, la historia, la lingüística y los estudios religiosos, y han usado métodos diferentes para comparar los mitos. A continuación se discuten los más importantes.

### Lingüístico
Algunos investigadores se apoyan en las relaciones lingüísticas de los mitos de diferentes culturas, como por ejemplo las similitudes entre los nombre de dioses de mitologías distintas. Un ejemplo particularmente exitoso de este enfoque es el estudio de la mitología indoeuropea. Los investigadores han hallado sorprendentes similitudes entre los términos mitológicos y religiosos usados en diferentes culturas de Europa y la India. Por ejemplo, el dios del cielo griego Zeus Pater, el romano Júpiter y el indio Dyaus Pitar tienen nombres similares.
Esto sugiere que los griegos, romanos e indios surgieron de una cultura ancestral común, y que los nombres «Zeus», «Júpiter» y «Dyaus» proceden de un nombre más antiguo, *Dyēus ph2ter, que aludía al dios del cielo, o para usar un cognado más correcto, al «padre-día» en la religión protoindoeuropea.

### Estructuralista
Algunos investigadores buscan las estructuras subyacentes comunes a los diferentes mitos. El folclorista Vladímir Propp propuso que muchos cuentos de hadas rusos tenían una estructura común de su trama, en la que ciertos sucesos ocurrían en un orden predecible. En contraste, el antropólogo Claude Lévi-Strauss examinó la estructura de los mitos en términos de las relaciones abstractas entre sus elementos, más que en su orden. En particular, Lévi-Strauss creía que los elementos de un mito podían organizarse según oposiciones binarias (crudo frente a elaborado, naturaleza frente a cultura, etcétera), y pensaba que el propósito del mito era «mediar» en estas oposiciones, resolviendo por tanto las tensiones o contradicciones básicas presentes en la vida y la cultura humanas.

### Psicológico
Algunos investigadores proponen que los mitos de culturas diferentes revelan las mismas o parecidas fuerzas psicológicas en acción en dichas culturas. Algunos freudianos han identificados historias parecidas al mito griego de Edipo en muchas culturas diferentes, y argumentan que reflejan las diferentes expresiones del complejo de Edipo en ellas. De forma similar, los jungianos han identificado imágenes, temas y patrones que aparecen en mitos de muchas culturas diferentes, y creen que estos parecidos se deben a los arquetipos presentes en el inconsciente colectivo.

## Algunos paralelismos mitológicos
La mitología comparada ha descubierto varios paralelismos entre los mitos de diferentes culturas, incluyendo algunos temas recurrentes y elementos de trama muy extendidos. A continuación se enumeran varios ejemplos.

### El diluvio
Culturas de todo el mundo tienen historias sobre un gran diluvio. En muchos casos, el diluvio deja solo un superviviente o grupo de supervivientes. Por ejemplo, tanto la Biblia Hebrea como el Poema de Gilgamesh babilónico hablan de un diluvio universal que arrasó toda la humanidad y de un hombre que salvó las especies de la tierra llevándolas a bordo de un barco. Historias parecidas de un único superviviente de un diluvio aparecen en la mitología hindú, la azteca, la inca y en el mito griego de Deucalión.

### El sacrificio creativo
Muchas culturas tienen historias sobre personajes divinos cuyas muertes crean una parte esencial de la realidad. Estos mitos parecen especialmente comunes entre culturas dedicadas al cultivo de cosechas, y especialmente tubérculos. Uno de estos mitos procedente de Nueva Guinea habla de una joven misteriosamente concebida llamada Hainuwele, de cuyo cuerpo asesinado crecieron las cosechas básicas de la gente. El Pangu de la mitología china, el Purusha védico, la Tiamat babilónica y el Ymir nórdico son todos gigantes cósmicos cuyas muertes crean el mundo.

### El dios que muere
Muchos mitos hablan de un dios que muere y a menudo vuelve a la vida. Estos mitos son particularmente comunes en las mitologías de Oriente Próximo. El antropólogo James Frazer comparó estos mitos de dioses que mueren en su obra La rama dorada. El dios egipcio Osiris y el mesopotámico Tammuz son ejemplos del «dios que muere», mientras los mitos griegos de Adonis, aunque mortal, ha sido comparado a menudo con Osiris y el mito de Dioniso también incluye una muerte y renacimiento. Algunos investigadores han señalado similitudes entre historias politeístas de «dioses que mueren» y la historia cristiana de Jesús de Nazaret. Se tiene conciencia de estos parecidos desde el principio de la era cristiana, cuando el padre de la Iglesia Justino Mártir las discutió.

### La estructura de las historias heroicas
Diversos investigadores han sugerido que las historias de héroes de distintas culturas tienen la misma estructura subyacente. Otto Rank, un seguidor de Freud, argumentaba que las historias de los nacimientos de héroes tienen una estructura edípica común. Otros autores, incluyendo a Lord Ranglan y más recientemente a Joseph Campbell, también han sugerido que las historias heroicas comparten una estructura común. Algunos mitólogos comparativos buscan similitudes solo entre historias heroicas incluidas en un ámbito geográfico o étnico determinado. Por ejemplo, el investigador austriaco Johann Georg van Hahn intentó identificar una estructura común subyacente a las historias heroicas «arias». Otros, como Campbell, proponen teorías sobre historias heroicas en general. Según la teoría de los «monomitos» de Campbell, las historias heroicas de todo el mundo comparten una estructura de trama común. Debido a su naturaleza extremadamente comparativa, la teoría monomítica no goza actualmente del favor de la corriente dominante del estudio mitológico.

### Axis mundi
Muchas mitologías mencionan un lugar situado en el centro del mundo que actúa como punto de contacto entre diferentes niveles del universo. Este axis mundi o ‘eje del mundo’ es señalado a menudo por un árbol sagrado u otro objeto mítico. Por ejemplo, muchos mitos describen un gran árbol o pilar que une el cielo, la tierra y el inframundo. Tanto los indios védicos como los antiguos chinos y germanos tenían mitos que incluían un «árbol cósmico» cuyas ramas llegaban al cielo y cuyas raíces alcanzaban el infierno.

### Titanomaquia
Muchas culturas tienen un mito de creación en el que un grupo de dioses más jóvenes y civilizados conquista o derroca a grupo de dioses más viejos que representan las fuerzas del caos. En el mito griego de la Titanomaquia, los dioses olímpicos derrotan a los Titanes, una raza divina más antigua y primitiva, estableciendo un nuevo orden cósmico. En la mitología hindú, los devas (dioses) batallaron con los asuras (demonios). Y los dioses celtas de la vida y la luz lucharon contra los Fomori, antiguos dioses de la muerte y la oscuridad.
Este mito de dioses venciendo a demonios del caos es especialmente común en las mitologías indoeuropeas. Algunos investigadores sugieren que el mito refleja la conquista de los antiguos indoeuropeos de pueblos indígenas en el transcurso de su expansión por Europa y la India.
Sin embargo, las culturas no indoeuropeas también tienen este tipo de mitos. Por ejemplo, muchas mitologías de Oriente Próximo incluyen un «mito de combate» en el que un dios bueno lucha con un demonio del caos. Un ejemplo es el Enuma Elish babilónico.

### Eldeus otiosus
Muchas culturas creen en un ser supremo que ha cortado todo contacto con la humanidad. El historiador Mircea Eliade llama a este ser supremo un deus otiosus (‘dios ocioso’), si bien este término se usa también con un sentido más amplio para aludir a cualquier dios que no interacciona habitualmente con los humanos. En muchos mitos, el ser supremo se retira de la Tierra, dejando que el hombre le busque. De forma parecida, la mitología de los hereros habla de un dios del cielo que ha dejado a la humanidad en manos de divinidades menores. En las mitologías de culturas muy complejas, el dios supremo tiende a desaparecer completamente, siendo reemplazado por un sistema de creencias fuertemente politeísta.

### Mitos fundacionales
Muchas culturas tienen mitos que describen el origen de sus costumbres, rituales e identidad. Así, las sociedades antiguas y tradicionales han justificado a menudo sus costumbres afirmando que fueron establecidas por sus dioses o héroes míticos. Por ejemplo, según los mitos de los karadjeri australianos, los míticos hermanos Bagadjimbiri establecieron todas las costumbres de su cultura, incluyen la postura que adoptan para orinar.

### Campos de estudio
- Mitos de creación
- Desarrollo de la religión
- Mito y ritual

### Comparaciones específicas
- Budismo y cristianismo
- Judaísmo y cristianismo
- Cristianismo e islam
- Tradiciones religiosas orientales y occidentales
- Interpretatio graeca
- Jesucristo en la mitología comparada